# Muramacu Taiszuke
Muramacu Taiszuke (Sizuoka, 1989. december 16. –) japán korosztályos válogatott labdarúgó.

## Pályafutása

### Válogatottban
A japán U23-as válogatott tagjaként részt vett a 2012. évi nyári olimpiai játékokon.